# Ԩ
Ԩ (minuskule ԩ) je písmeno cyrilice. Je používáno pouze v orokštině. Jedná se o variantu písmena Н.
V době, kdy písmeno nebylo obsaženo v Unicode, bylo jeho zařazení do Unicode navrženo pod názvem CYRILLIC CAPITAL LETTER EN WITH LEFT HOOK a CYRILLIC SMALL LETTER EN WITH LEFT HOOK. Přijetí písmene do Unicode bylo schváleno, zavedeno bylo v Unicode 7.0.